# Danijel Pranjić
Danijel Pranjić (Našice, 2. prosinca 1981.) hrvatski je nogometni trener i bivši nogometaš. Kao igrač igrao je na poziciji lijevog beka i veznjaka. Trenutačno igra za rumunjski četvrtoligaški klub ACS AXI Adunații-Copăceni.

## Klupska karijera
Svoju nogometnu karijeru započeo je u NAŠK-u iz Našica nakon čega je igrao za Papuk, Belišće i Osijek. U zagrebački Dinamo 2004. godine, a nakon dobre sezone u Maksimiru za pola milijuna eura kupio ga je nizozemski Heerenveen. Ugovor s nizozemskim nogometnim prvoligašem, u kojem Pranjić vrlo dobro igra, veže ga do 2008. godine, s mogućnosti produžetka na još dvije godine. Vrijednost mu se procijenjuje na 6,5 milijuna eura. U sezoni 2008./09. pokazuje zavidnu efikasnost, usprkos tome što je vezni igrač – najbolji je strijelac svoga kluba s 12 golova u 11 nastupa u svim natjecanjima. Pranjić je u ljeto 2009. potvrdio kako je jedan od najboljih svjetskih igrača na svojoj poziciji transferom u veliki njemački Bayern. U Bayernu je odigrao odličnu sezonu te upisao preko 30 nastupa tijekom cijele sezone. Zajedno s Bayernom bio je sudionik i finala Lige prvaka protiv milanskog Intera gdje su poraženi U rujnu 2016. godine je veznjak potpisao dvogodišnji ugovor s Koperom. Nakon što FC Koper nije dobio licencu za nastup u 1. slovenskoj nogometnoj ligi u sezoni 2017./18., Pranjić postaje slobodan igrač i u srpnju 2017. godine potpisuje za ciparski Anorthosis FC.

## Reprezentacija
Za reprezentaciju je debitirao je 2004. godine, no svoju pravu priliku je dobio tek kod Slaven Bilića u kvalifikacijama za EP 2008. Svakako će ostati upamćena njegova asistencija za treći pogodak Mladenu Petriću na Wembleyu koji je spriječio plasman Engleske na EURO 2008. Pranjić je bio jedan od najboljih hrvatskih, ali i europskih igrača na Europskom prvenstvu u Austriji i Švicarskoj 2008. godine. Dan nakon utakmice s Irskom (0:0) koja se igrala 11. kolovoza 2011. godine tadašnji izbornik Slaven Bilić je izjavio da više ne računa na Pranjića. Novi izbornik Hrvatske Niko Kovač, 10. studenog 2013. poziva ga na susret dokvalifikacija za Svjetsko nogometno prvenstvo protiv Islanda.